# مقاطعة هوري (كارولاينا الجنوبية)
مقاطعة هوري (بالإنجليزية: Horry County, South Carolina)‏ هي إحدى مقاطعات ولاية كارولاينا الجنوبية في الولايات المتحدة. ، بلغ عدد سكانها 282285 نسمة في عام 2010 حسب إحصاء مكتب تعداد الولايات المتحدة وتصل الكثافة السكانية فيها 91.7 نسمة/كم2.

## وصلات خارجية
- www.horrycounty.org
- United States Counties